# Восточное (Зыряновский район)
Восточное (каз. Шығыс) — село в Алтайском районе Восточно-Казахстанской области Казахстана. Входит в состав Чапаевского сельского округа. Код КАТО — 634833700.

## История
Село до 2013 года входило в состав упразднённого Берёзовского сельского округа.

## Население
В 1999 году население села составляло 312 человек (167 мужчин и 145 женщин). По данным переписи 2009 года, в селе проживали 172 человека (94 мужчины и 78 женщин).